# Anne Poleska
Anne Poleska (n. 20 februarie 1980, Krefeld, Germania) este o înotătoare germană, medaliată olimpică. A participat la 3 ediții ale Jocurilor Olimpice (2000, 2004, 2008) și a câștigat o medalie de bronz la Jocurile Olimpice de vară din 2004.

## Participări
Lista de mai jos prezintă principalele competiții la care a participat Anne Poleska de-a lungul carierei.
- Jocurile Olimpice de vară din 2008